# Vaux-sur-Eure
Vaux-sur-Eure – miejscowość i gmina we Francji, w regionie Normandia, w departamencie Eure.
Według danych na rok 1990 gminę zamieszkiwało 179 osób, a gęstość zaludnienia wynosiła 62 osoby/km² (wśród 1421 gmin Górnej Normandii Vaux-sur-Eure plasuje się na 722. miejscu pod względem liczby ludności, natomiast pod względem powierzchni na miejscu 848.).